# Ganoderma meredithiae
Ganoderma meredithiae är en svampart som beskrevs av Adask. & Gilb. 1988. Ganoderma meredithiae ingår i släktet Ganoderma och familjen Ganodermataceae.   Inga underarter finns listade i Catalogue of Life.

## Bildgalleri

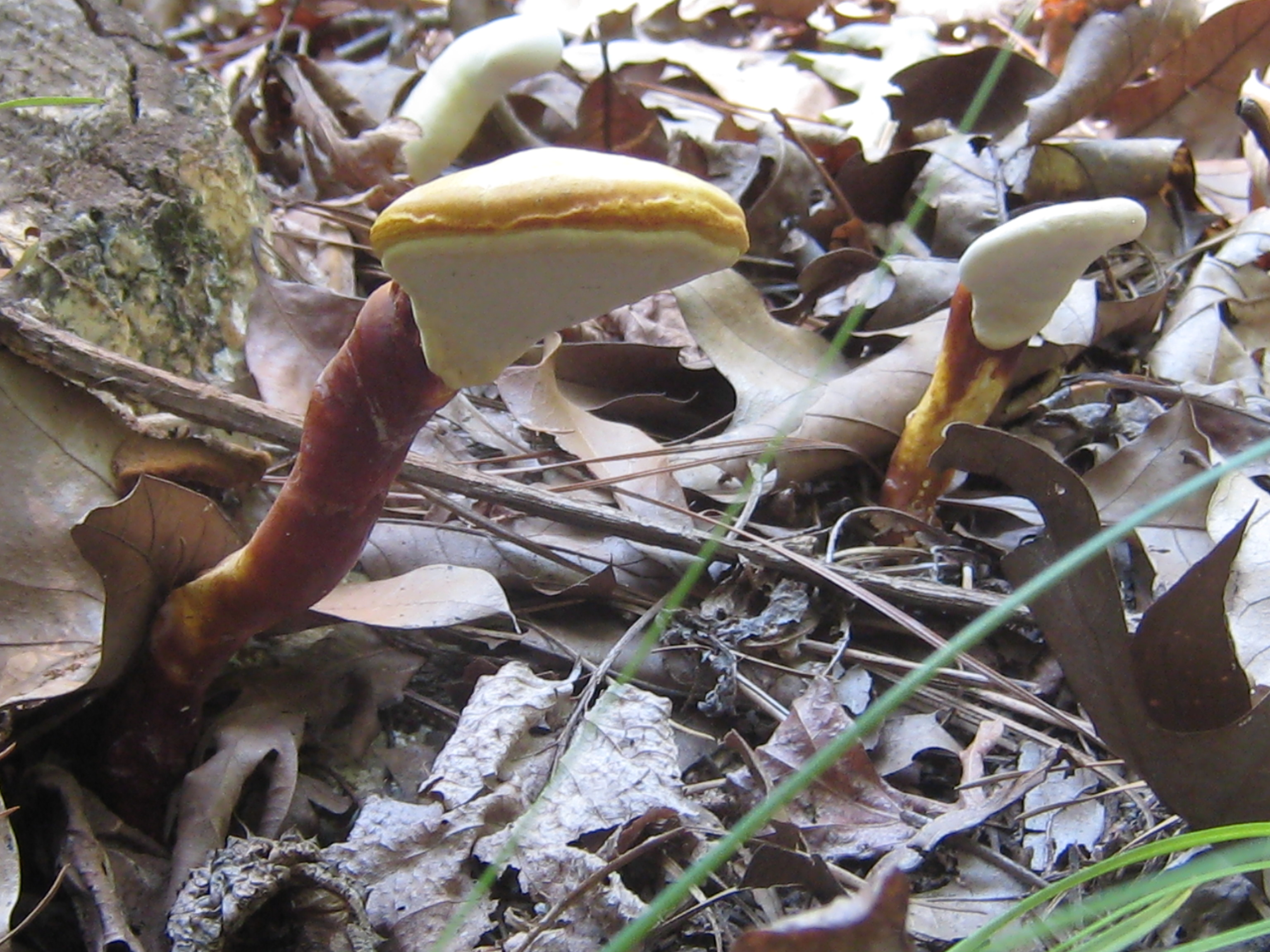